# Christopher Paudiss

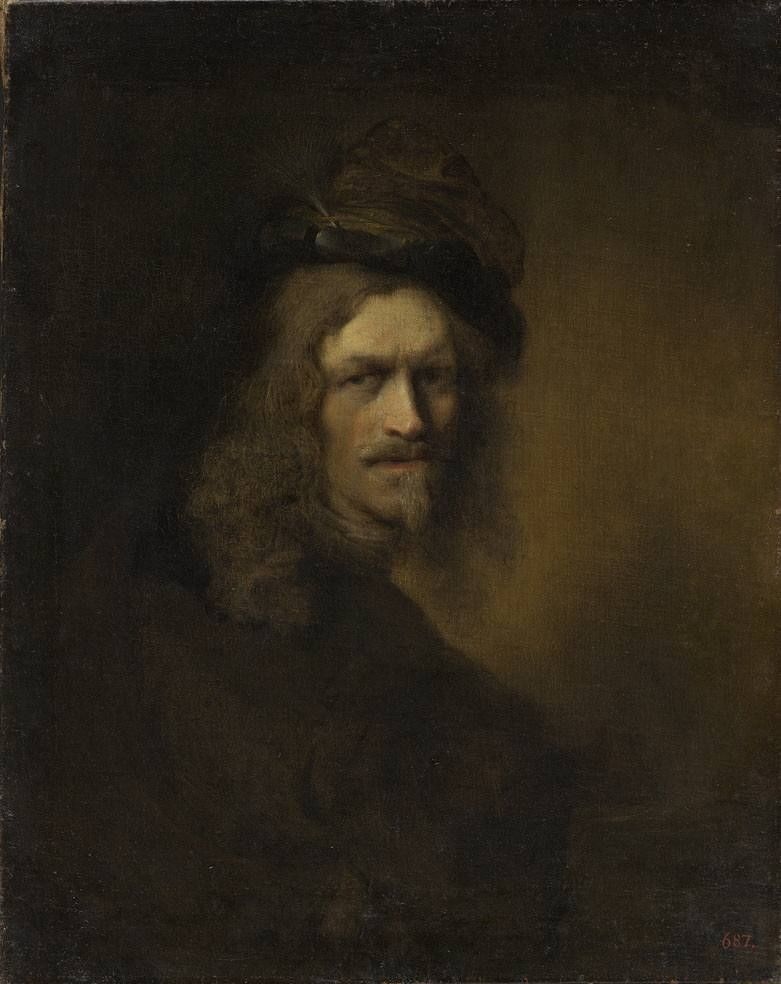
Zelfportret (ca. 1665)

Christopher Paudiss (Hamburg, 1618/1630 - Freising, vóór 8 juni 1666) was een Duits kunstschilder.

## Biografie
Paudiss was een leerling van Rembrandt en werkte rond 1645 in diens atelier.
Na zijn tijd in Amsterdam verhuisde Paudiss naar verschillende Europese steden. In de jaren 1650 verbleef hij waarschijnlijk in Bratislava, en van 1656 tot 1658 was hij actief in Stuttgart. In 1659 werkte hij aan het hof van Johan George II van Saksen in Dresden, en tussen 1660 en 1662 verbleef hij in Wenen, waar hij bij de hofsecretaris Gleichmann woonde.
In 1662 vestigde Paudiss zich aan het hof van prins-bisschop Albrecht Sigismund in Freising, waar hij tot zijn dood in 1666 bleef werken. Hij overleed vóór 8 juni 1666, de datum waarop zijn vrouw voor het eerst als weduwe werd vermeld.
Paudiss' werk omvat een breed scala aan onderwerpen, waaronder historiestukken, diervoorstellingen, genrestukken, stillevens, portretten en landschappen.
Hij wordt ook wel Bauditz, Pauditz, Paudies, Pauderit of Pudiss genoemd.
- Gemeinsame Normdatei: 116060425
- International Standard Name Identifier: 0000 0000 5534 9657
- Library of Congress Control Number: no2006119439
- Nationale Bibliotheek van Tsjechië: xx0244744
- RKD-Nederlands Instituut voor Kunstgeschiedenis: 62126
- Système universitaire de documentation: 122114949
- Union List of Artist Names: 500018584
- Virtual International Authority File: 49966663
- WorldCat: E39PCjGqRv6dBWxYdTJYYhVbq3